# Aseptis
Aseptis  (лат.) — род бабочек-совок из подсемейства земляные совки (Noctuinae). Около 15 видов. Эндемики Северной Америки.

## Распространение
Северная Америка: Канада, США.

## Описание
Бабочки средних размеров с характерной выемкой по внешнему краю заднего крыла у его вершины между жилками M1 и M3. Основная окраска крыльев серая или коричневая, многие с диффузной пятнистостью темно-коричневого или чёрного цвета. Размах крыльев от 22,7 до 45 мм. Как типичный представитель трибы Xylenini, их гусеницы питаются листьями древесных растений. Около 15 видов. Род был впервые описан в 1935 году канадским энтомологом James Halliday McDunnough (1877—1962), а его валидный статус был подтверждён входе родовой ревизии в 2015 году американскими энтомологами Томасом Мустелином (Tomas Mustelin, San Diego Natural History Museum, Сан-Диего, США) и Ларсом Крабо (Lars G. Crabo; Washington State University, Bellingham, США).
- Aseptis adnixa (Grote 1880)
- Aseptis binotata (Walker 1865)
- Aseptis bultata (Smith 1906)
- Aseptis cara  (Barnes and McDunnough 1912)
- Aseptis catalina  (Smith 1899)
- Aseptis characta  (Grote 1880)
- Aseptis dilara  (Strecker, 1899)
- Aseptis ethnica  (Smith 1899)
- Aseptis fanatica  Mustelin, 2006
- Aseptis ferruginea  Mustelin 2000
- Aseptis fumeola  (Hampson 1908)
- Aseptis fumosa  (Grote 1879)
- Aseptis genetrix  (Grote 1878)
- Aseptis lichena  (Barnes and McDunnough 1912)
- Aseptis marina  (Grote, 1874)
- Aseptis monica  (Barnes and McDunnough 1918)
- Aseptis murina  Mustelin 2000
- Aseptis pausis  (Smith 1899)
- Aseptis paviae  (Strecker 1874)
- Aseptis perfumosa  (Hampson 1918)
- Aseptis pseudolichena  Mustelin & Leuschner 2000
- Aseptis serrula  (Barnes and McDunnough 1918)
- Aseptis susquesa  (Smith 1908)
- Aseptis torreyana  Mustelin, 2006